# 秦岭无心菜
秦岭无心菜（学名：Arenaria giraldii）是石竹科无心菜属的植物，为中国的特有植物。分布于中国大陆的甘肃、陕西等地，生长于海拔2,500米至3,800米的地区，多生在山坡草地或灌丛边，目前尚未由人工引种栽培。

## 别名
秦岭蚤缀（中国高等植物图鉴）